# Xin còn mãi yêu em
Buang Wan Wan (2013) / Roy Ruk Roy Adeed (2000) (tiếng Thái: บ่วงวันวาร (2013) / รอยรักรอยอดีต (2000), tên tiếng Việt: Xin còn mãi yêu em (2013) / Thiên duyên tiền định (2000)) là bộ phim truyền hình Thái Lan phát sóng trên kênh Channel 5 (CH5) vào năm 2013. Phim với sự tham gia của Phakin Khamwilaisak và Warattaya Nilkuha. Phim phát sóng tại Việt Nam trên kênh TodayTV.

## Nội dung
Phim kể về chuyện tình bất hạnh giữa một người lính đẹp trai, giàu có tên Chat và Bua - một cô gái nghèo nhưng xinh đẹp và tốt bụng. Chênh lệch giàu nghèo, địa vị, giai cấp không ngăn được Chat theo đuổi Bua, mặc dù gia đình anh lại sắp xếp để anh kết hôn với Pit, con gái rượu của một thương gia giàu có trong thị trấn, đồng thời cũng chính là chủ nợ của gia đình Bua.
Không muốn kết hôn với Pit vì đã yêu Bua, nhưng Chat không thể nào đối diện với cha mình để bảo vệ tình yêu. Về phần Pit, tin rằng Chat chắc chắn sẽ cưới mình, cô ta không hề biết rằng tình yêu Chat dành cho Bua quá sâu đậm đến mức Chat quyết định hoãn đám cưới. Cha con Pit được một phen mất mặt. Pit cực kỳ tức giận. Cô vừa thất vọng vừa xấu hổ bởi tất cả mọi người trong thị trấn đã biết về hôn ước này. Pit thề sẽ khiến Chat và Bua phải hối hận bằng mọi cách.
Nhờ sự giúp sức của tên đầy tớ trung thành Duang, Pit mang Bua cùng với đầy tớ Noi - bạn thân của Bua ra tra tấn. Nhận thấy tình hình ngày càng tồi tệ, Chai, em trai Chat đã tìm cách giải cứu Bua và Noi khỏi bàn tay độc ác của Pit.
Thoát khỏi Pit, Chat quyết định đưa Bua lên chiếc thuyền nhỏ đi xa một thời gian chờ cho tới khi tình hình yên ổn lại. Đi được nửa đường, nghe thấy tiếng kêu của một phụ nữ phát ra từ một chiếc thuyền lớn, Chat và Bua dừng lại. Họ sang thuyền mà không hế biết rằng đó chính là Pit dàn cảnh. Pit trói Chat và Bua với nhau và dùng dao đâm Chat. Sau đó, Pit khóa hai người bằng cặp khóa vàng và buộc đá vào chân cặp tình nhân. Hòn đá oan nghiệt đã mang cả Chat và Bua rời xa cõi đời đầy ngang trái trong sự hả hê điên dại của người phụ nữ độc ác hiếu thắng Pit.
Nhiều năm trôi qua. Ở kiếp sau, Chat và Bua lại gặp nhau và câu chuyện về họ lại bắt đầu. Liệu họ sẽ nhận ra nhau và yêu nhau như kiếp trước? Liệu họ sẽ thuộc về nhau trọn vẹn như họ đã từng ước mơ? Sẽ là một cái kết để ngỏ nhiều dư âm hay một kết thúc bi thương cho tình yêu của Bua và Chat?

## Diễn viên
- Phakin Khamwilaisak as Chat (Yot/Chat)
- Warattaya Nilkuha as Bua
- Pimmada Boriruksuppakorn as Pit (Pim Pilat)
- Pitchaya Chaowalit as Noi (Ganitta)
- Akarat Nimitchai as Chai (Tawan/Chai)
- Puri Hiranprueck as Aipian (Pakpian)
- Kejmanee Pichaironnarongsongkhram as Nangduang (Dutdeuan)
- Sumonrat Wattanaselarat as Kuncheun
- Alicha Laisuthruklai as Anna
- Sorapong Chatree as bố Chat
- Sattawat Doonwichit as Phraya Saman
- Paweena Charivsakul as Phum
- Kriengkrai Oonhanun as Chot

## Ca khúc nhạc phim
- รักเธอนิรันดร์ / Ruk Tur Nirun - "Gun" Napat Injaiuea

## Rating
- Tập 1: 2.6
- Tập 2: 2.6
- Tập 3: 1.9
- Tập 4: 1.9
- Tập 5: 2.7
- Tập 6: 2.8
- Tập 7: 2.7
- Tập 8: 2.8
- Tập 9: 3.3
- Tập 10: 3.4
- Tập 11: 3.2
- Tập 12: 3.8

Trung bình: 2.81